# Ivan Petrjak
Ivan Jevhenovyč Petrjak (in ucraino Іван Євгенович Петряк?; Smila, 13 marzo 1994) è un calciatore ucraino, centrocampista dello Šachtar.

## Palmarès

### Club

#### Competizioni nazionali
- Supercoppa d'Ucraina: 1

Šachtar: 2017
- Coppa d'Ucraina: 2

Šachtar: 2017-2018, 2023-2024
- Campionato ucraino: 2

Šachtar: 2017-2018, 2022-2023
- Campionato ungherese: 1

Ferencváros: 2018-2019